# Novales
Novales (aragónul Novals) település Spanyolországban, Huesca tartományban. Novales Albero Alto, Argavieso, Blecua y Torres, Sesa és Piracés községekkel határos. Lakosainak száma 165 fő (2024).

## Népesség
A település népessége az utóbbi években az alábbiak szerint változott:
| Lakosok száma | 186  | 191  | 179  | 180  | 175  | 176  | 177  | 156  | 147  | 165  |
|               | 2001 | 2004 | 2006 | 2009 | 2011 | 2014 | 2016 | 2019 | 2021 | 2024 |